# Зимба, Ешей
Ешей Зимба (род. в 1952, Бутан) — бутанский политик, премьер-министр Бутана с 2000 года по 2001 год, с 20 августа 2004 по 5 сентября 2005.
Окончил среднюю школу North Point и получил степень бакалавра в колледже святого Иосифа, в городе Дарджилинге, который находится в Индии. Позже Ешей получил степень магистра экономики в университете Висконсин-Мэдисон, который располагается в США.
Был министром торговли и промышленности до своей отставки летом 2007 года из-за участия в выборах 2008 года в национальную ассамблею Бутана. По итогам выборов 2008 года стал министром работ и населенных пунктов.
Награждён Королевским Орденом Бутана.

## См.также
- Список премьер-министров Бутана